# Józef Geresz
Józef Geresz (ur. 19 marca 1944 w Kobylanach, zm. 16 listopada 2018) – historyk, doktor nauk humanistycznych. 

## Życiorys
W 1962 zdał maturę w Liceum Ogólnokształcącym w Łosicach. W latach 1962–1967 studiował na Wydziale Historycznym Uniwersytetu Warszawskiego. W 1968 zaczął pracę w Liceum Ogólnokształcącym w Międzyrzecu Podlaskim jako nauczyciel języka niemieckiego i historii. W 1977 ukończył studia na Wydziale Germanistyki Uniwersytetu im. Adama Mickiewicza w Poznaniu uzyskując po raz drugi dyplom magistra. W roku 1978 uzyskał nagrodę Ministra Edukacji Narodowej za osiągnięcia dydaktyczne. Wykładowca Zamiejscowego Ośrodka Dydaktycznego KUL w Międzyrzecu Podlaskim oraz Akademii Podlaskiej w Siedlcach.
W roku 1997 obronił pracę doktorską pt. Międzyrzec Podlaski w latach 1795-1918 na Wydziale Humanistycznym UMCS.
Autor książki: Międzyrzec Podlaski: dzieje miasta i okolic, oraz wielu innych publikacji i artykułów na temat historii Międzyrzecczyzny i Południowego Podlasia. Od 2006 roku do śmierci publikował w Echu Katolickim cotygodniowe artykuły z cyklu "Z dziejów Podlasia" przedstawiające chronologicznie historię regionu od najdawniejszych czasów do roku 1920. Łącznie ukazało się 659 odcinków cyklu. 20 grudnia 1999 otrzymał tytuł Honorowego Obywatela Miasta Międzyrzec Podlaski.